# ماركو أنطونيو كورتيس مندوزا
ماركو أنطونيو كورتيس مندوزا (بالإسبانية: Marko Antonio Cortés Mendoza)‏ هو سياسي مكسيكي، ولد في 17 أكتوبر 1977 في المكسيك. حزبياً، نشط في حزب العمل الوطني. وقد انتخب عضو مجلس الشيوخ من المكسيك وانتخب عضو مجلس النواب المكسيك.